# Anastasija Vinnikava
Anastasija Vinnikava (vitryska: Анастасія Віннікава, Anastasija Vinnikava; ryska: Анастасия Винникова, Anastasija Vinnikova)  född 15 april 1991 i Dziarzjynsk, Vitryska SSR är en belarusisk sångerska. 
Vinnikava representerade sitt hemland vid Eurovision Song Contest 2011 i Düsseldorf, Tyskland. Hon skulle ha tävlat med sitt bidrag "Born in Belorussia", men bidraget blev diskvalificerat då det framkommit att det har framförts live ett år tidigare, vilket strider mot EBU:s regelverk. Låten ersattes med "I Love Belarus" men hon lyckades inte ta sig vidare till finalen.